# William Alston
William Payne Alston (29 de Novembre, 1921 – 12 de Setembre, 2009) va ser un filòsof nord-americà. Va fer contribucions influents a la filosofia del llenguatge, l'epistemologia, i la filosofia del cristianisme. Es va doctorar per la Universitat de Chicago i va ensenyar a la Universitat de Michigan, Rutgers, la Universitat d'Illinois i la Universitat de Syracuse.

## Joventut i educació
Alston va néixer el 29 de novembre de 1921 a Shreveport, Louisiana. Va completar l'ensenyament secundari amb 15 anys i va entrar al Centanary College de Louisiana, d'on va sortir el 1942 amb un grau en música i piano. Durant a Segona Guerra Mundial, va tocar el clarinet i el bombo en una banda militar a California. En aquest període, es va interessar per la filosofia, incitat pel llibre de William Somerset Maugham The Razon's Edge. Més tard va aprofundir en l'obra de filòsofs reconeguts com Jacques Maritain, Mortimer J. Adler, Francis Bacon, Plató, René Descartes, i John Locke. Després de ser rellevat del servei, va entrar al programa de doctorat en filosofia de la Universitat de Chicago, tot i no haver rebut mai ensenyament reglat en aquesta àrea. Allà va rebre formació de Richard McKeon i Charles Hartshorne, i va obtenir el doctorat el 1951.

## Carrera acadèmica
Des de 1949 fins a 1971, Alston va ser professor a la Universitat de Michigan i va esdevenir professor de filosofia el 1961. Després va donar classes a Rutgers durant 5 anys, i més tard a la Universitat d'Illinois a Urbana-Champaign de 1976 a 1980 i a la Universitat de Syracuse de 1980 a 1992.
Les seves idees sobre fundacionalisme, internalisme vs. externalisme, actes de parla, i el valor epistèmic de l'experiència mística, entre altres temes, han estat influents. Com la majoria de filòsofs contemporanis nord-americans, se'l sol adscriure a la tradició de filosofia analítica.
Junt amb Alvin Plantinga, Nicholas Wolerstorff i Robert Adams, Alston va col·laborar en la fundació de la revista Faith and Philosophy. Junt amb Plantinga, Wolerstorff i altres, Alston és responsable del desenvolupament de l'"epistemologia reformada" (un terme al que Alston, que era epicospalià, mai va acabar d'acceptar), una de les contribucions més importants al pensament cristià al s.XX.
Alston va ser president de la Divisió Occidental (actualment Divisió Central) de la Associació Americana de Filosofia el 1979, la Societat de Filosofia i la Psicologia, i la Societat de Filòsofs Cristians, de la que va ser co-fundador. Va ser àmpliament reconegut com una de les figures centrals en la revifada a finals de segle de la filosofia de la religió. El 1990 va ser escollit membre de l'Acadèmia Americana de les Arts i les Ciències.

## Mort
Alston va morir en una residència de Jamesville, Nove York, el 13 de setembre de 2009 a l'edat de 87 anys.

## Obres
- Beyond "Justification": Dimensions of Epistemic Evaluation, Ithaca, NY: Cornell University Press, 2005.
- A Sensible Metaphysical Realism (The Aquinas Lecture, 2001), Milwaukee, WI: Marquette University Press, 2001. ISBN 978-0-8746-2168-6
- Illocutionary Acts and Sentence Meaning, Ithaca, NY: Cornell University Press, 2000. ISBN 978-0-8014-3669-7
- A Realist Conception of Truth, Ithaca, NY: Cornell University Press, 1996. ISBN 978-0-8014-8410-0
- Epistemic Justification: Essays in the Theory of Knowledge, Ithaca, NY: Cornell University Press, 1996. ISBN 978-0-8014-9544-1
- The Reliability of Sense Perception, Ithaca, NY: Cornell University Press, 1993. ISBN 978-0-8014-8101-7
- Perceiving God: The Epistemology of Religious Experience, Ithaca, NY: Cornell University Press, 1991. ISBN 978-0-8014-8155-0
- Divine Nature and Human Language: Essays in Philosophical Theology. Ithaca, NY: Cornell University Press, 1989. ISBN 978-0-8014-9545-8
- Philosophy of Language, Englewood Cliffs, Prentice Hall, 1964